# 吴鸿业 (1903年)
吴鸿业（1903年—1979年），男，回族，甘肃天水人，中华人民共和国政治人物，曾任宁夏回族自治区政协副主席。